# 迪倫·斯派比利
迪倫·斯派比利（Dylan Sprayberry，1998年7月7日—）是美國的一位演員。他最著名的作品是在電影超人：鋼鐵英雄中飾演年輕時的Clark Kent。斯派比利出生在休斯敦。他還出演電視劇少狼。